# Вейнскотт (Нью-Йорк)
Вейнскотт (англ. Wainscott) — переписна місцевість (CDP) в США, в окрузі Саффолк штату Нью-Йорк. Населення — 904 особи (2020).

## Географія
Вейнскотт розташований за координатами 40°57′29″ пн. ш. 72°15′15″ зх. д. / 40.95806° пн. ш. 72.25417° зх. д. (40.958148, -72.254084).  За даними Бюро перепису населення США в 2010 році переписна місцевість мала площу 18,71 км², з яких 17,43 км² — суходіл та 1,29 км² — водойми.

## Демографія
Згідно з переписом 2010 року, у переписній місцевості мешкало 650 осіб у 264 домогосподарствах у складі 148 родин. Густота населення становила 35 осіб/км².  Було 876 помешкань (47/км²).
Расовий склад населення:
| - 93,1 % — білих - 2,3 % — чорних або афроамериканців - 1,7 % — корінних американців - 0,5 % — азіатів |

До двох чи більше рас належало 1,5 %. Частка іспаномовних становила 14,3 % від усіх жителів.
За віковим діапазоном населення розподілялося таким чином: 21,7 % — особи молодші 18 років, 58,1 % — особи у віці 18—64 років, 20,2 % — особи у віці 65 років та старші. Медіана віку мешканця становила 44,1 року. На 100 осіб жіночої статі у переписній місцевості припадало 115,9 чоловіків;  на 100 жінок у віці від 18 років та старших — 108,6 чоловіків також старших 18 років.
Середній дохід на одне домашнє господарство  становив 90 434 долари США (медіана — 61 563), а середній дохід на одну сім'ю — 95 925 доларів (медіана — 69 750). За межею бідності перебувало 23,1 % осіб, у тому числі 47,7 % дітей у віці до 18 років та 7,1 % осіб у віці 65 років та старших.
Цивільне працевлаштоване населення становило 349 осіб. Основні галузі зайнятості: мистецтво, розваги та відпочинок — 21,2 %, освіта, охорона здоров'я та соціальна допомога — 20,3 %, науковці, спеціалісти, менеджери — 16,0 %.